# Apuñalamiento en la escuela de Kristianstad
El 10 de enero de 2022, se produjo un apuñalamiento en NTI Gymnasiet, Kristianstad, Suecia, cuando un estudiante de 16 años apuñaló e hirió a dos personas antes de ser arrestado.
El 14 de junio de 2022,el estudiante fue declarado culpable de tres cargos de intento de asesinato y dos cargos de amenazas extremadamente ilegales antes de ser sentenciado a 3 años de detención juvenil.

## Trasfondo
Suecia y el resto de Escandinavia tienen una historia de apuñalamientos, el más notable fue el apuñalamiento de la escuela de Trollhättan, en el que tres personas fueron asesinadas con una espada en una escuela en Trollhättan, Suecia.
Los ataques a escuelas no han sido un fenomeno común en Suecia, pero los casos de este tipo en el país han aumentado en la década de 2020.

## Ataque
A las 9:05 am, el atacante ingresó al NTI Gymnasiet con ropa negra y una mascarilla, portando cuatro cuchillos. En un cinturón de herramientas colocó un altavoz inalámbrico, en el que tocó " Don't Stop Me Now " de Queen.
Entró en un salón de clases, caminó hacia un profesor y lo apuñaló antes de intentar apuñalar a un estudiante. El estudiante se topó con una multitud de otros alumnos que corrieron hacia una salida de emergencia. Lanzó el cuchillo hacia la multitud, hiriendo al mismo estudiante.
Aproximadamente a las 9:14 am, cuando todos los demás estudiantes habían escapado del aula, clavó tres de los cuchillos en un escritorio y colocó el cuarto cuchillo encima antes de hacer una llamada telefónica a SOS Alarm, la línea telefónica de Suecia para servicios de emergencia, explicando sus acciones y que era amigo del autor del apuñalamiento en la escuela Eslöv, que ocurrió cuatro meses antes. El perpetrador fue arrestado tranquilamente y sin oponer resistencia por las autoridades en el lugar.

## Perpetrador
Según la policía, el perpetrator tenía antecedentes de enfermedad mental y tendencias violentas. Le diagnosticaron síndrome de Asperger, trastorno por déficit de atención con hiperactividad y trastorno negativista desafiante. Según informes, además había sufrido alucinaciones en los meses previos al ataque.
La policía encontró un manifiesto en el ordenador del estudiante, que supuestamente contenía "contenido racista". Al 6 de junio de 2023, el documento no se había hecho público. La policía también descubrió que a menudo difundía propaganda de derecha en línea y que realizaba frecuentes búsquedas en Google sobre crímenes violentos y apuñalamientos. Las búsquedas más frecuentes fueron sobre la masacre de la escuela secundaria Columbine, en la que dos estudiantes, Eric Harris y Dylan Klebold, dispararon y mataron a 12 de sus compañeros y a un profesor, además de herir a 24 estudiantes antes de suicidarse.

## Procedimientos judiciales
El estudiante estuvo detenido hasta su condena el 14 de junio de 2022, donde fue sentenciado a 3 años de detención juvenil tras ser declarado culpable de tres cargos de intento de asesinato y dos cargos de amenazas extremadamente ilegales. Se le ordenó pagar aproximadamente 440.000 coronas suecas (más intereses) en concepto de daños a las víctimas.
La sentencia original fue posteriormente revocada, pero permaneció sin cambios el 22 de agosto de 2022.